# Fort Provintia

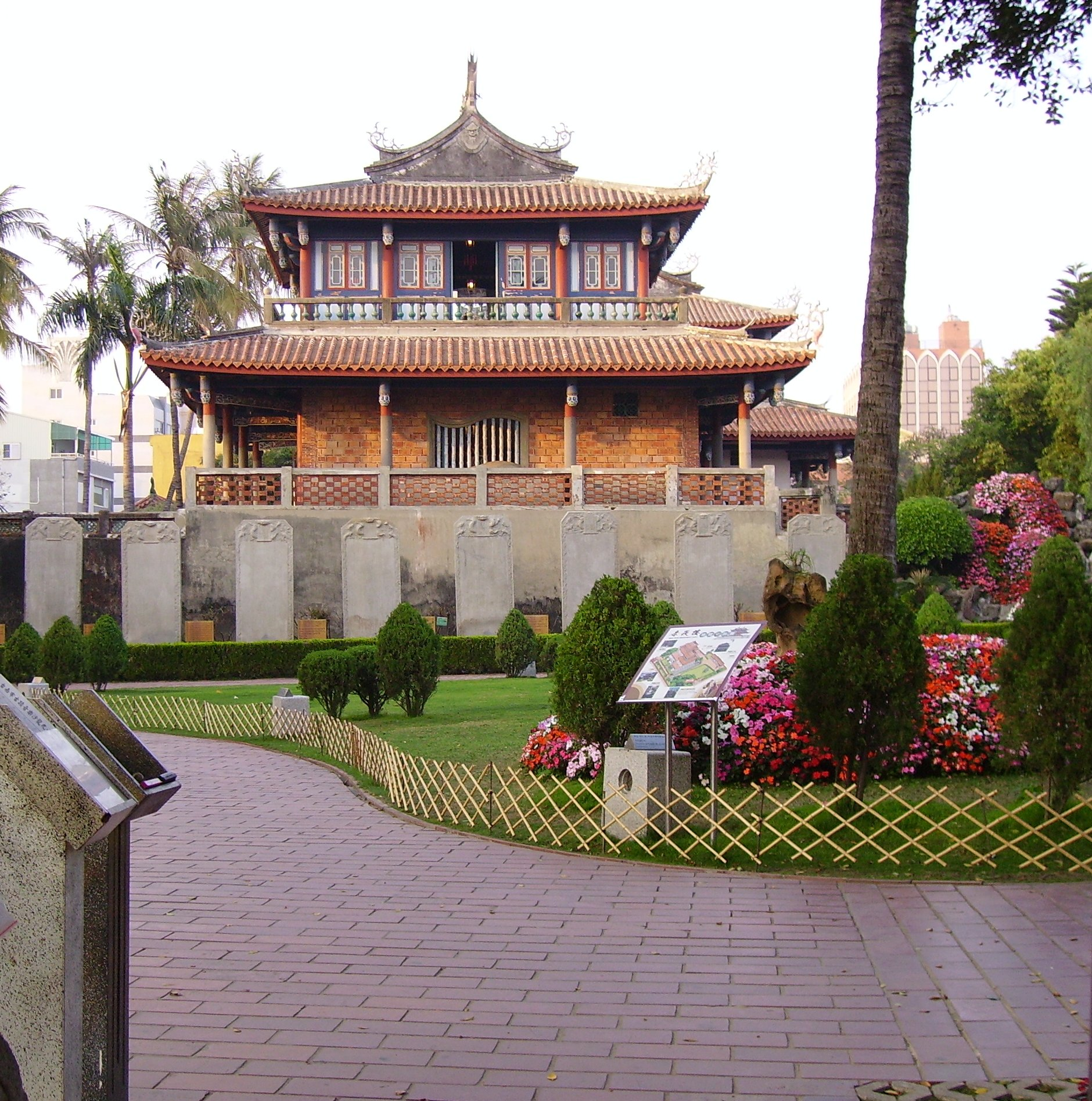
Fort Provintia (Torre di Chihkan)

La Torre di Chihkan (cinese tradizionale: 赤崁樓/赤嵌樓; pinyin: Chìkǎnlóu; pe̍h-ōe-jī: Chhiah-khám-lâu), già Fort Provintia, nel Distretto Ovest Centrale della città di Tainan (Taiwan), fu costruita nel 1653 dagli Olandesi durante la loro colonizzazione di Taiwan. Durante il periodo del dominio della Repubblica di Cina iniziato nel 1945, fu ribattezzata "Torre dalla cima rossa" (赤崁樓). Il nome deriva dalla parola aborigena taiwanese Chakam.

## Galleria d'immagini

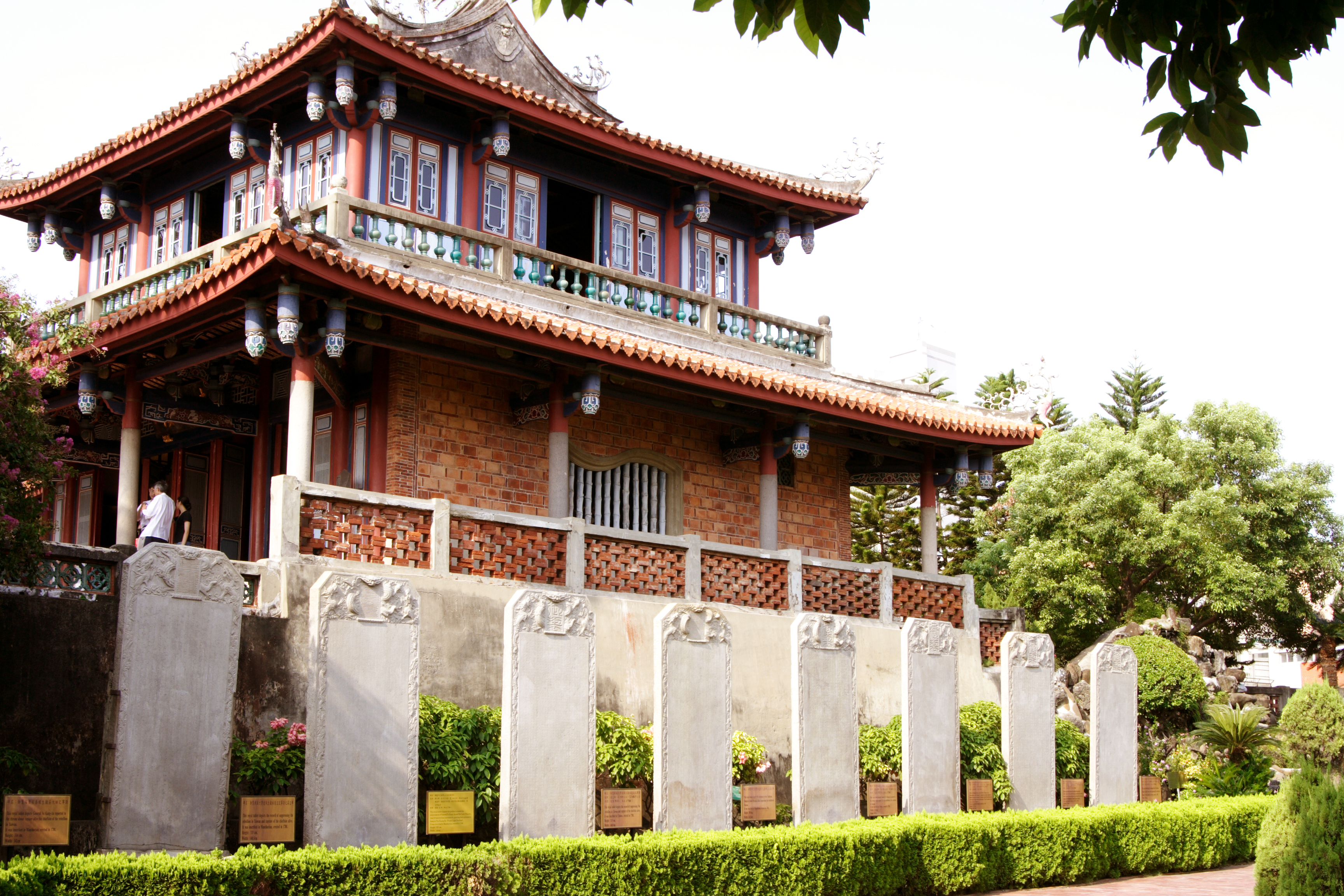
Torre di Chihkan (dicembre 2006)
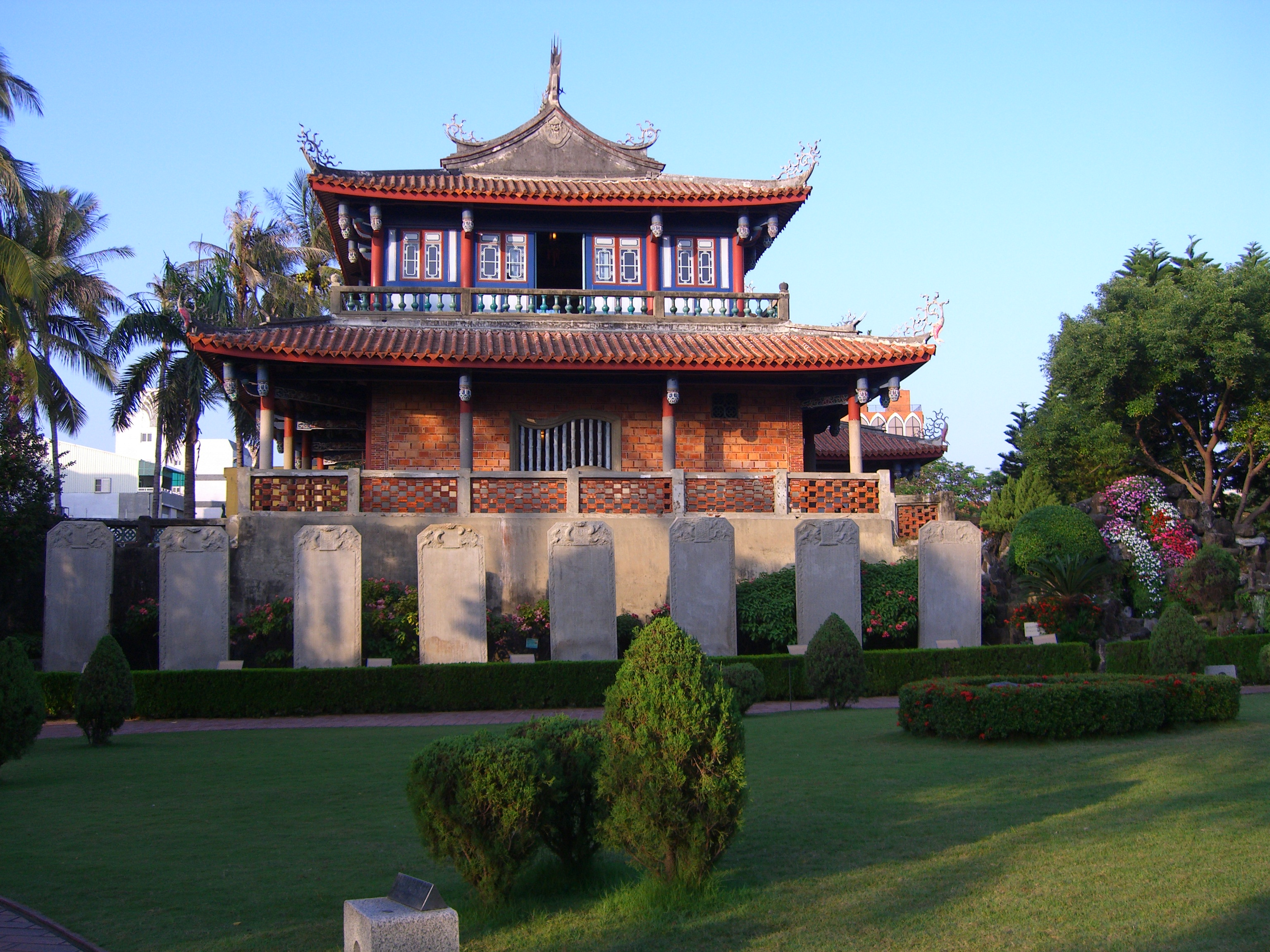
Torre di Chihkan (novembre 2007)
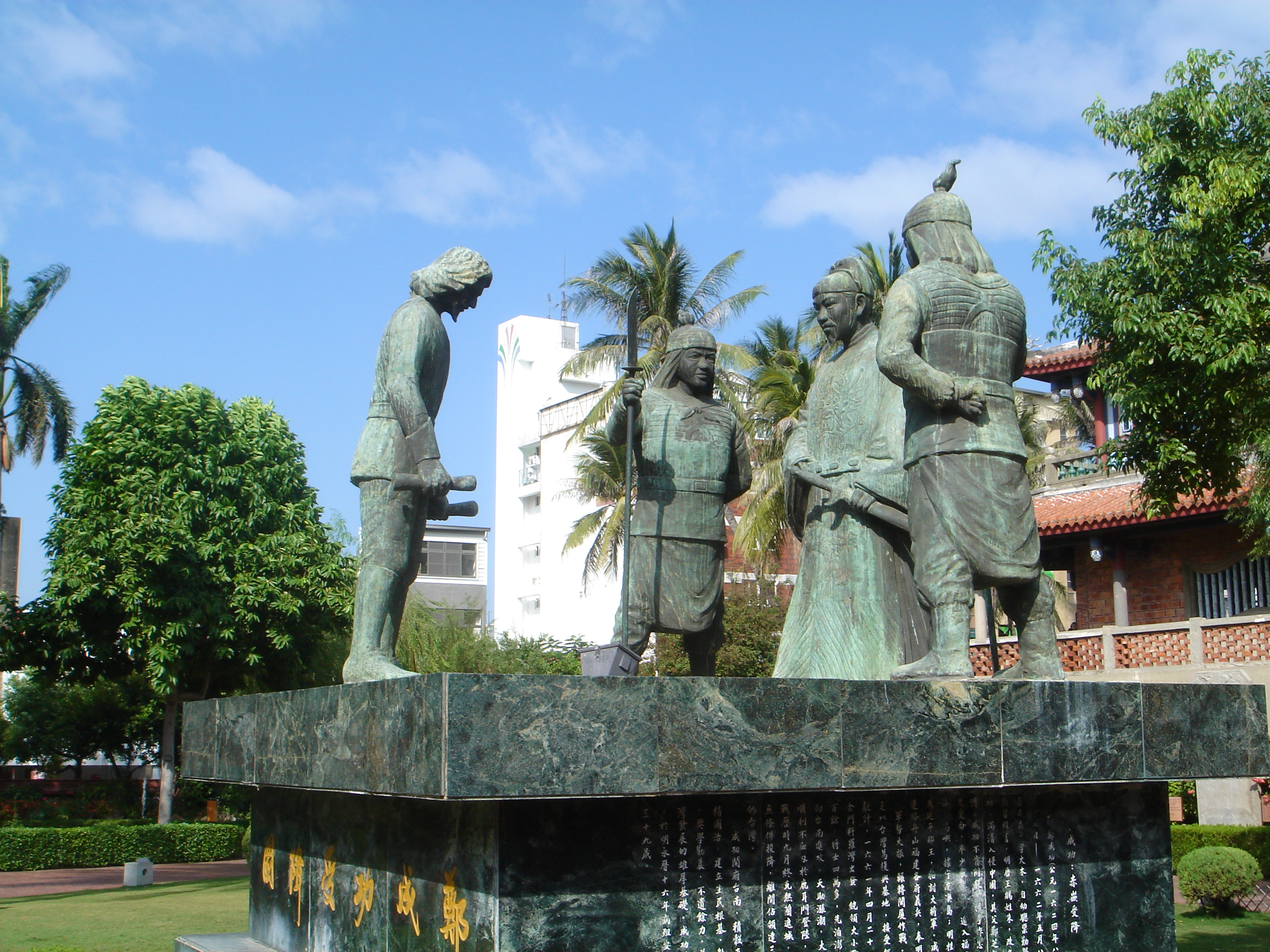
Una statua vicino a Fort Provintia che mostra una scena della resa olandese alle forze di Koxinga
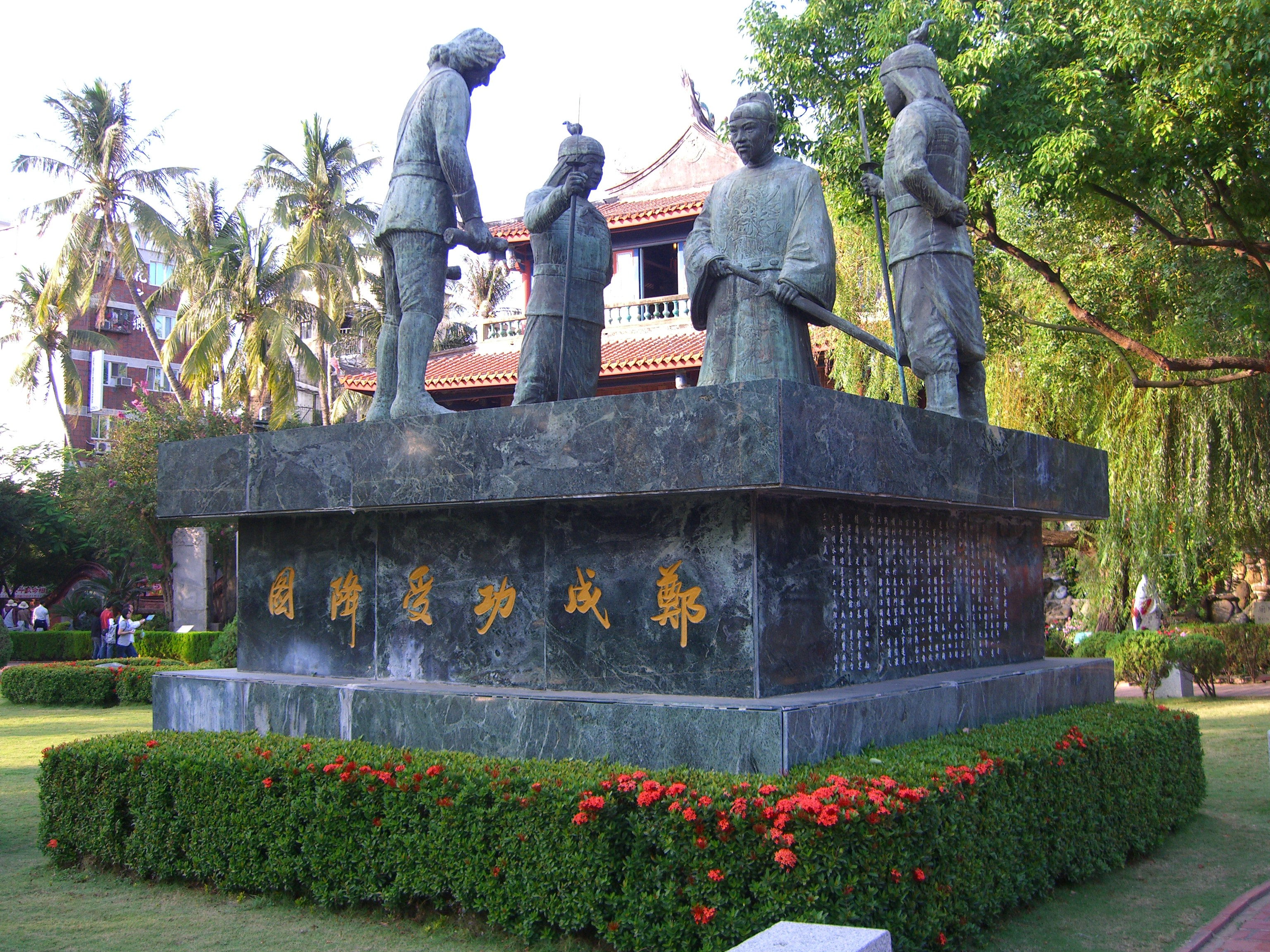
Un'altra angolazione
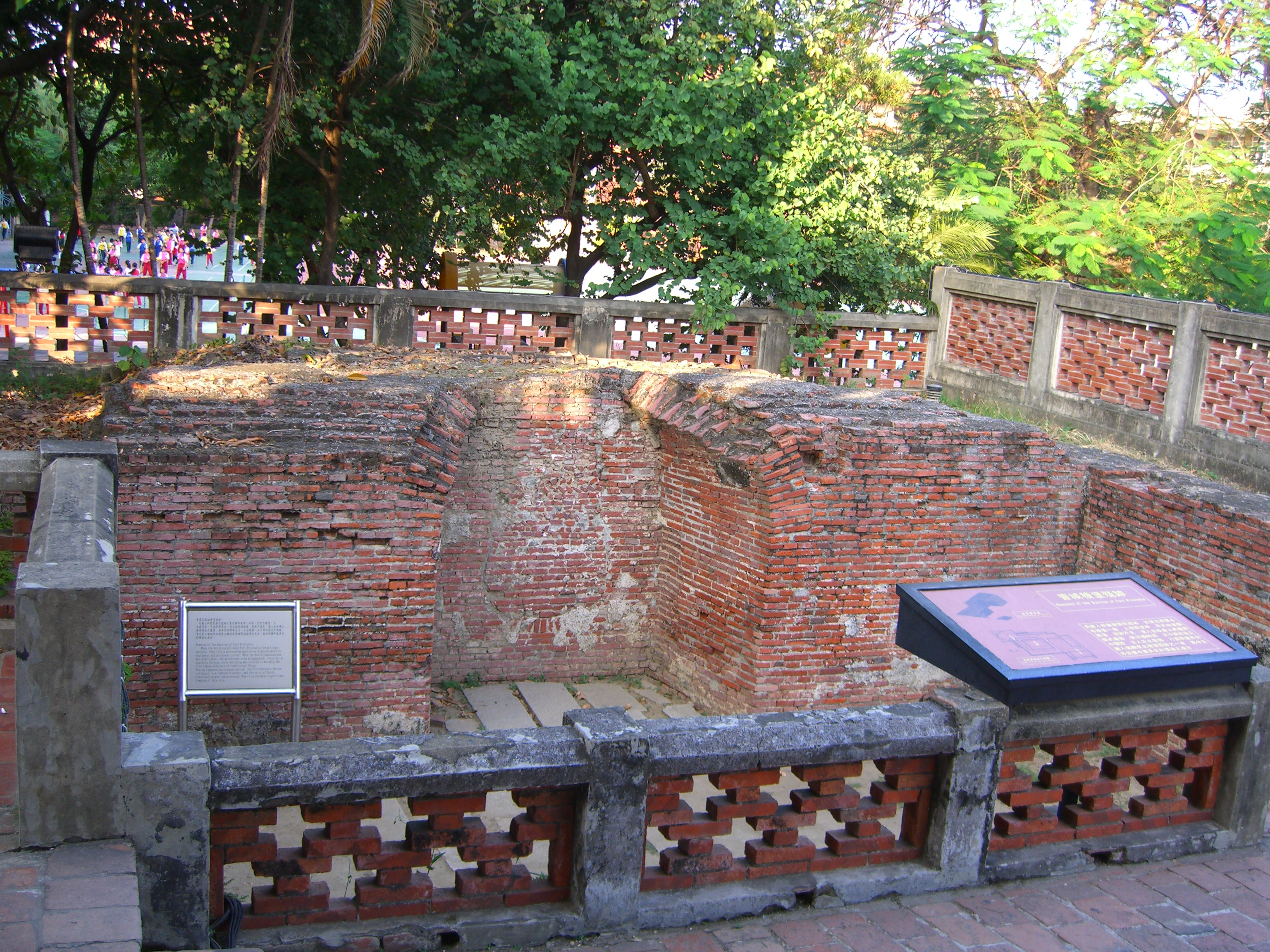
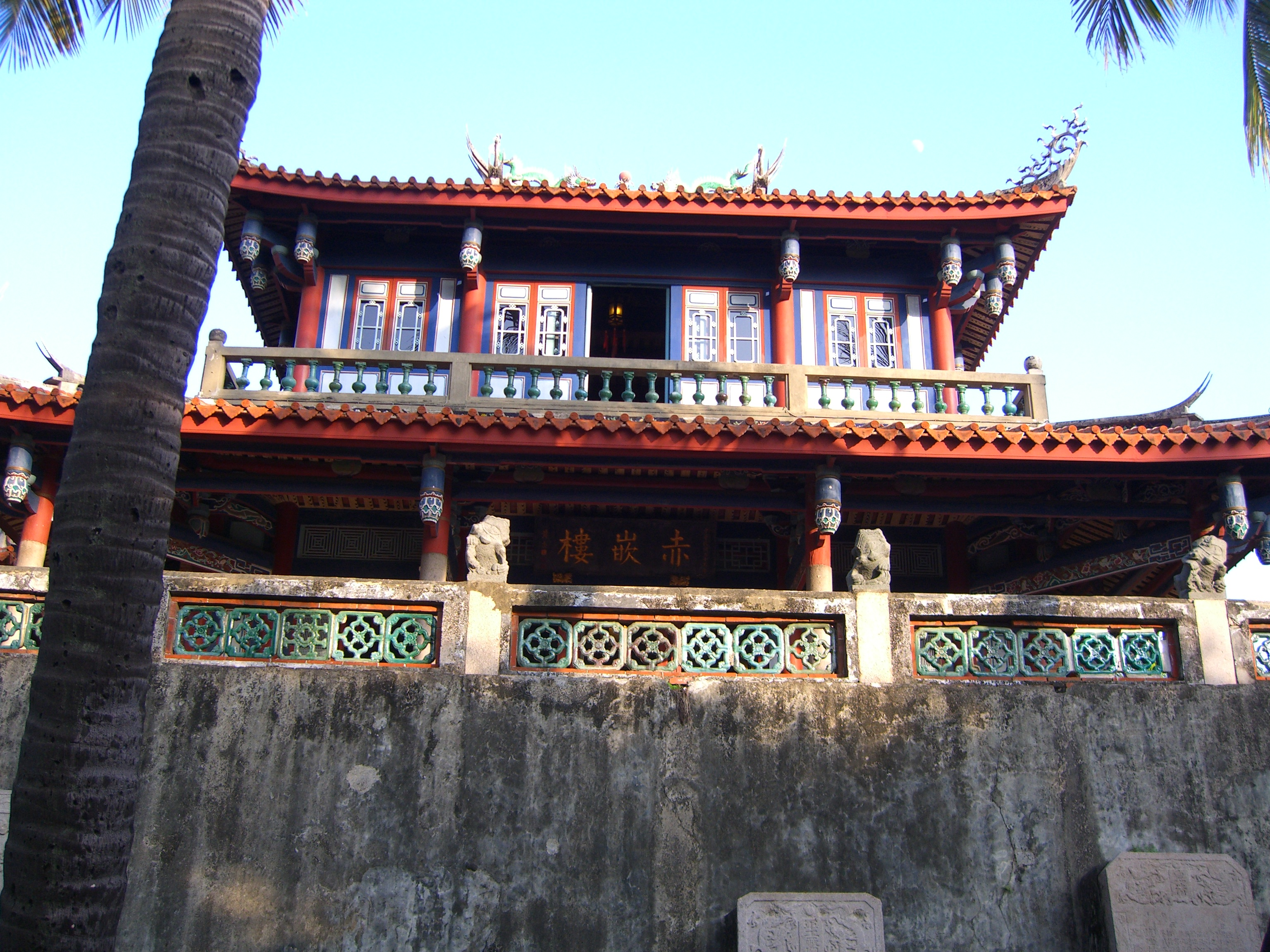
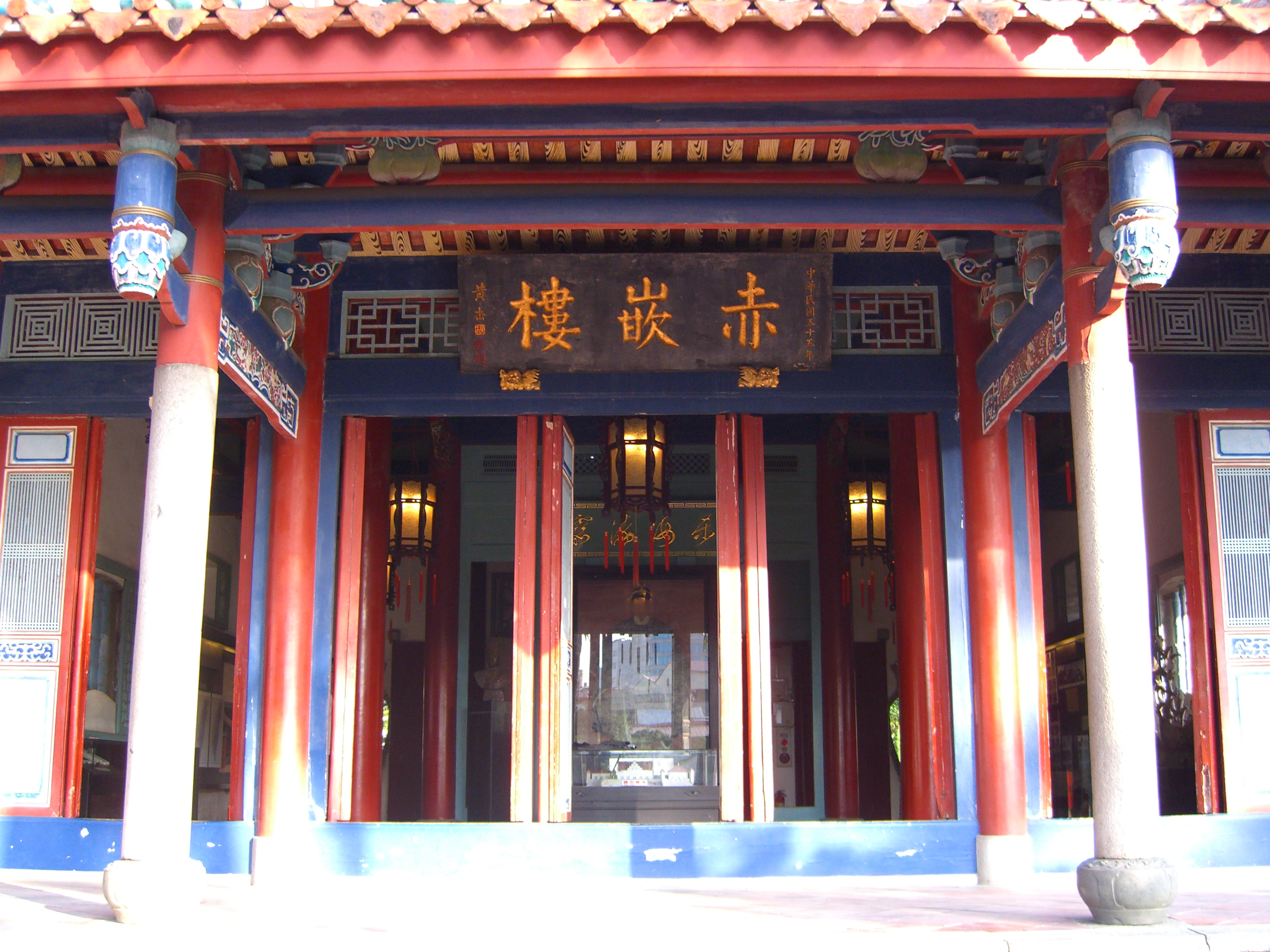
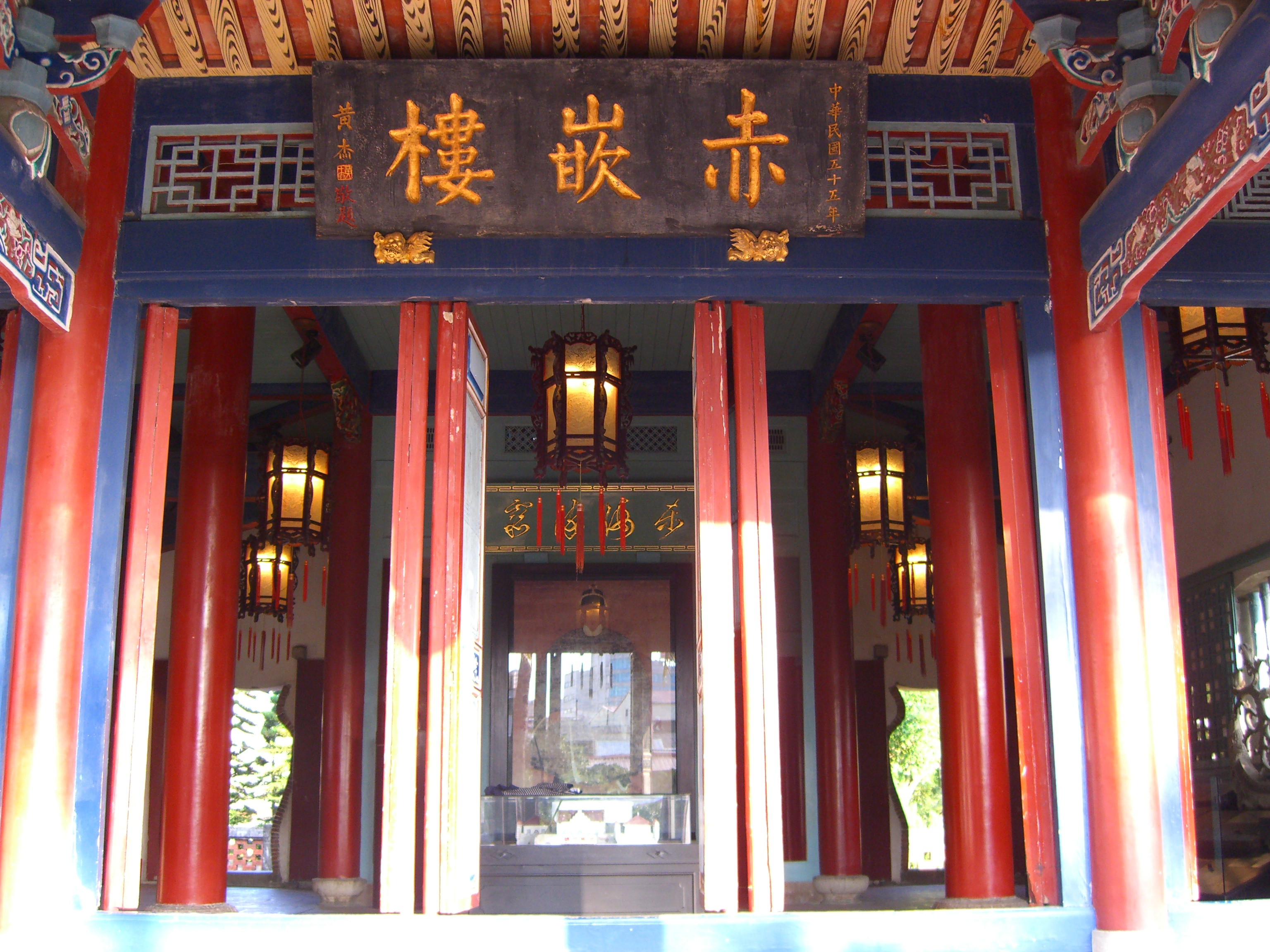
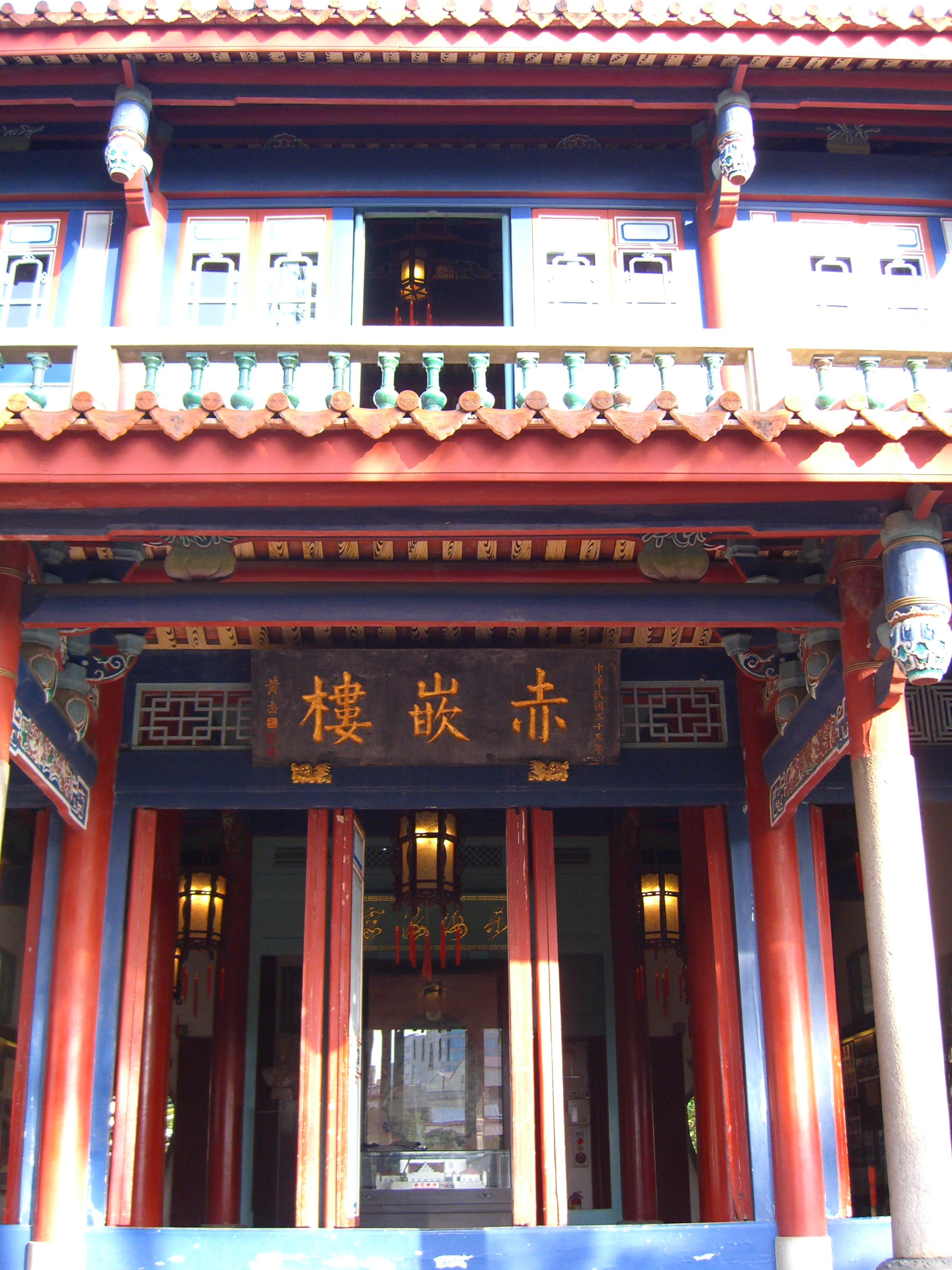
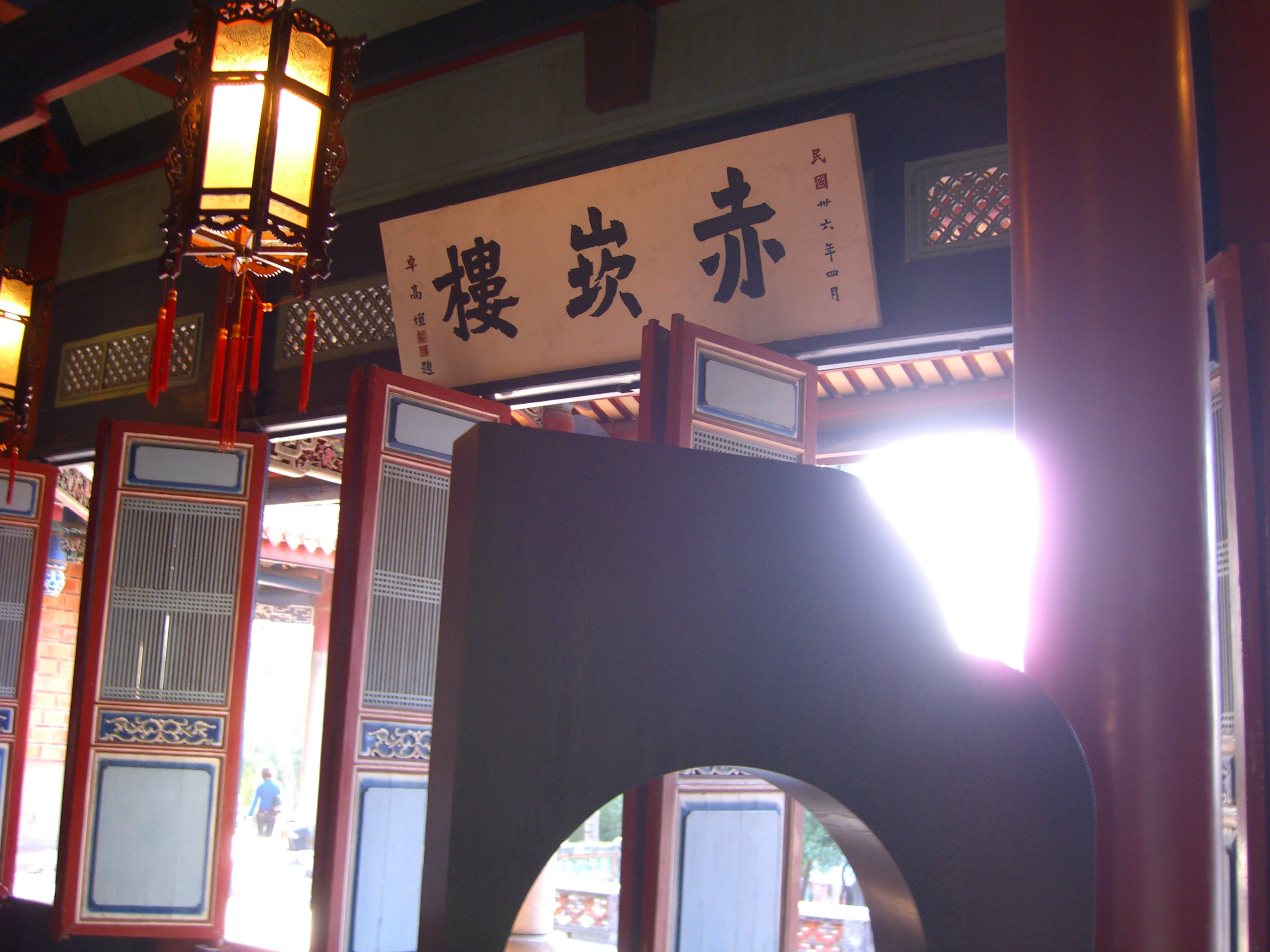
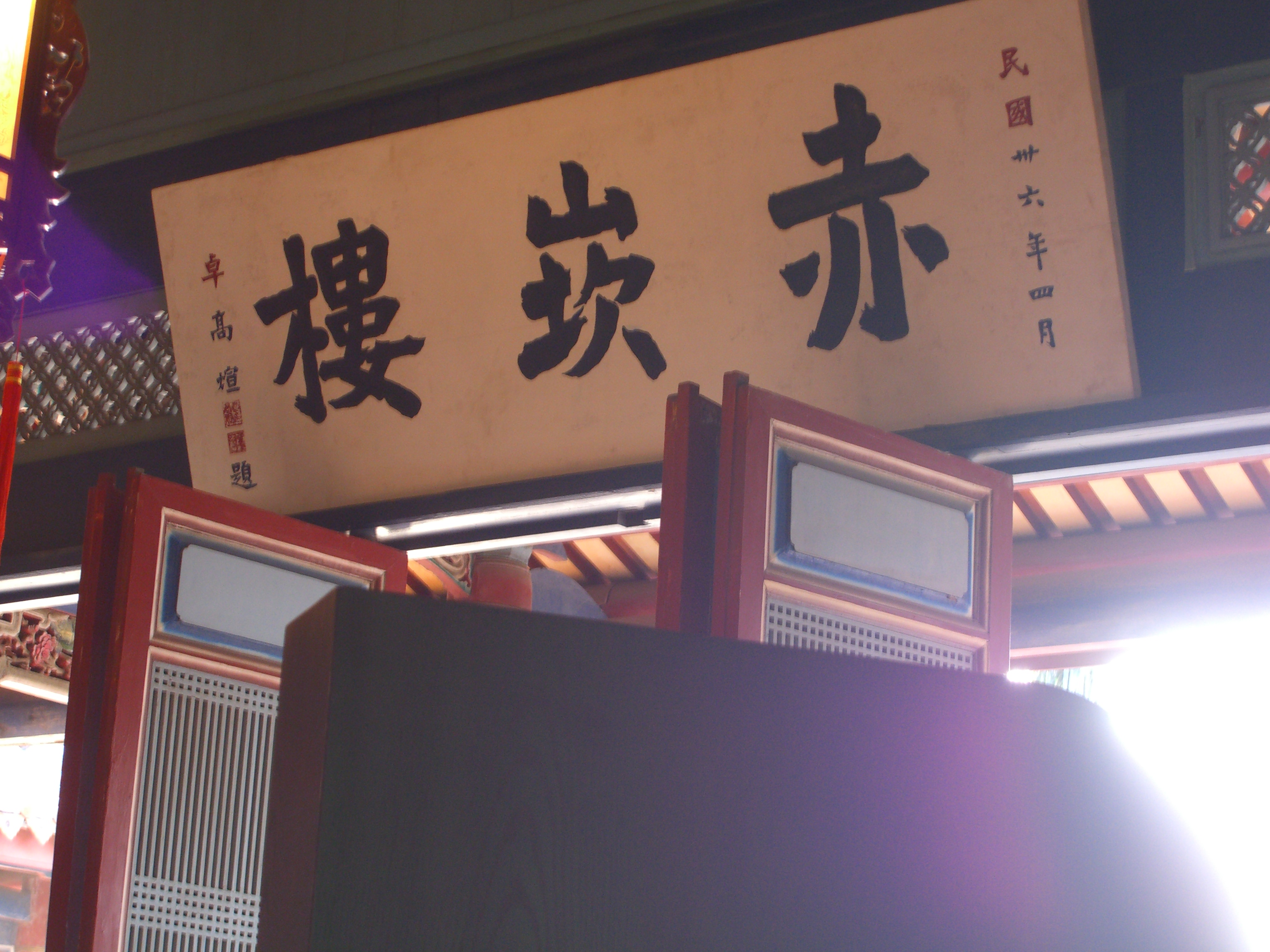
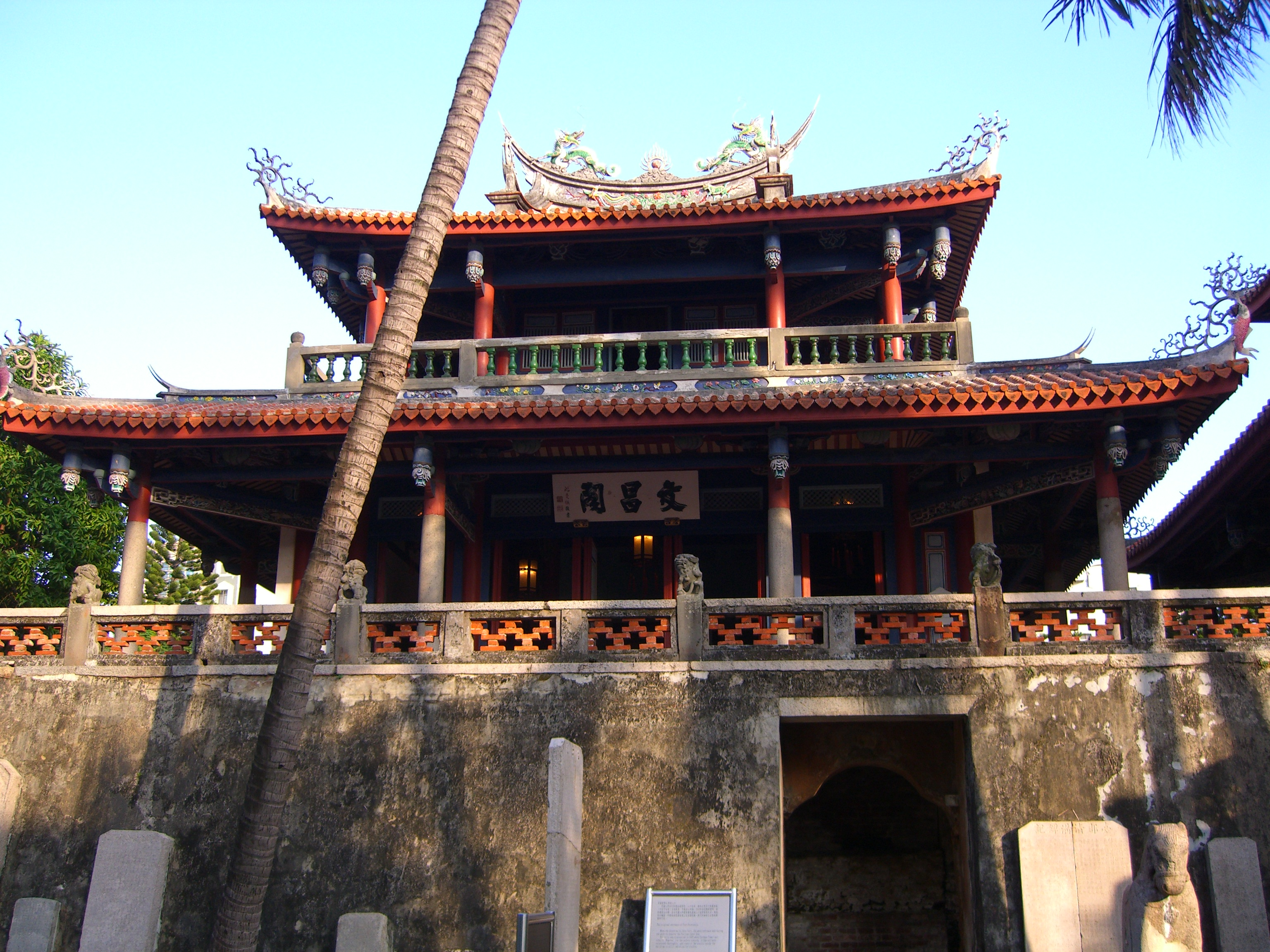
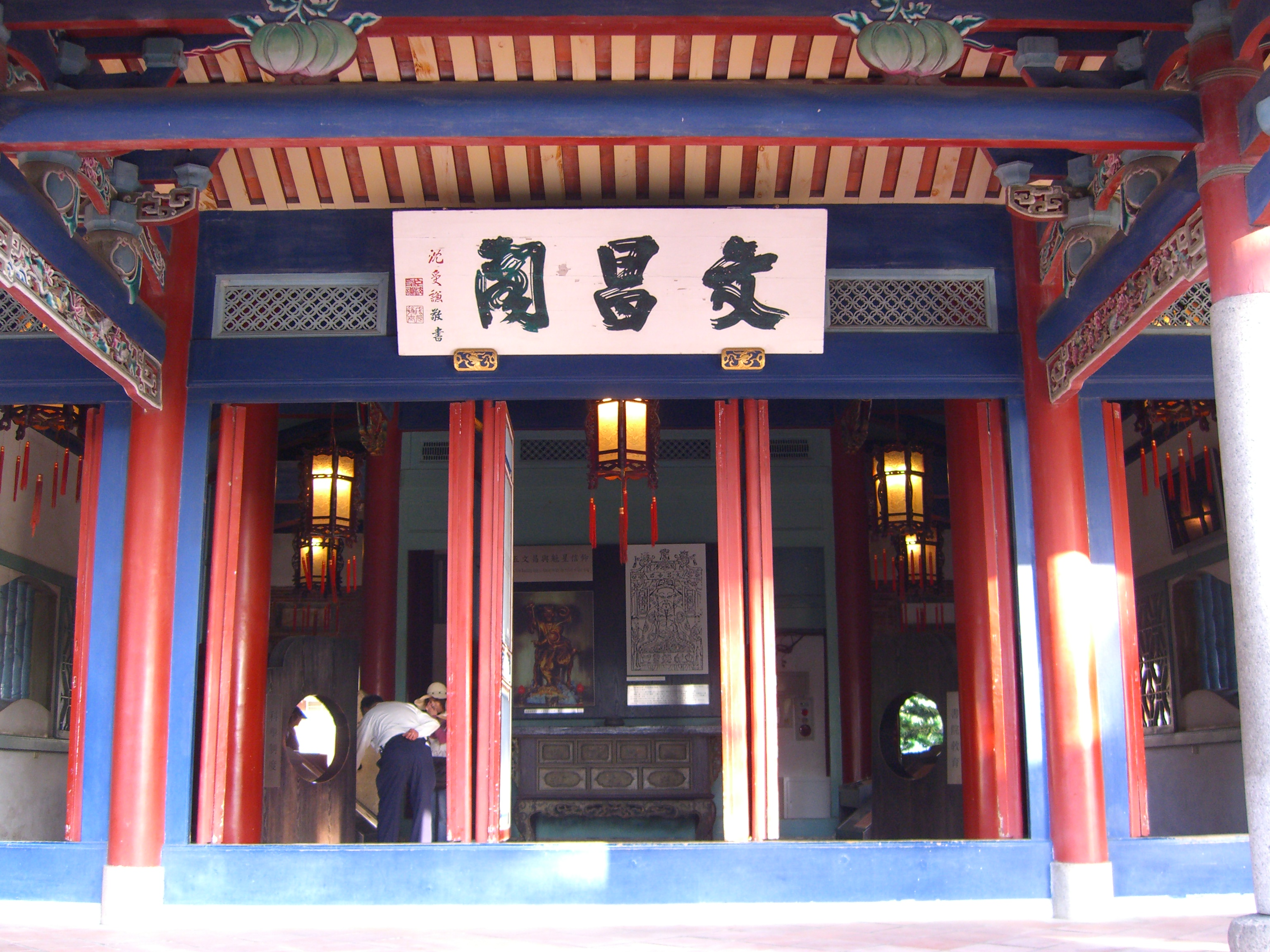
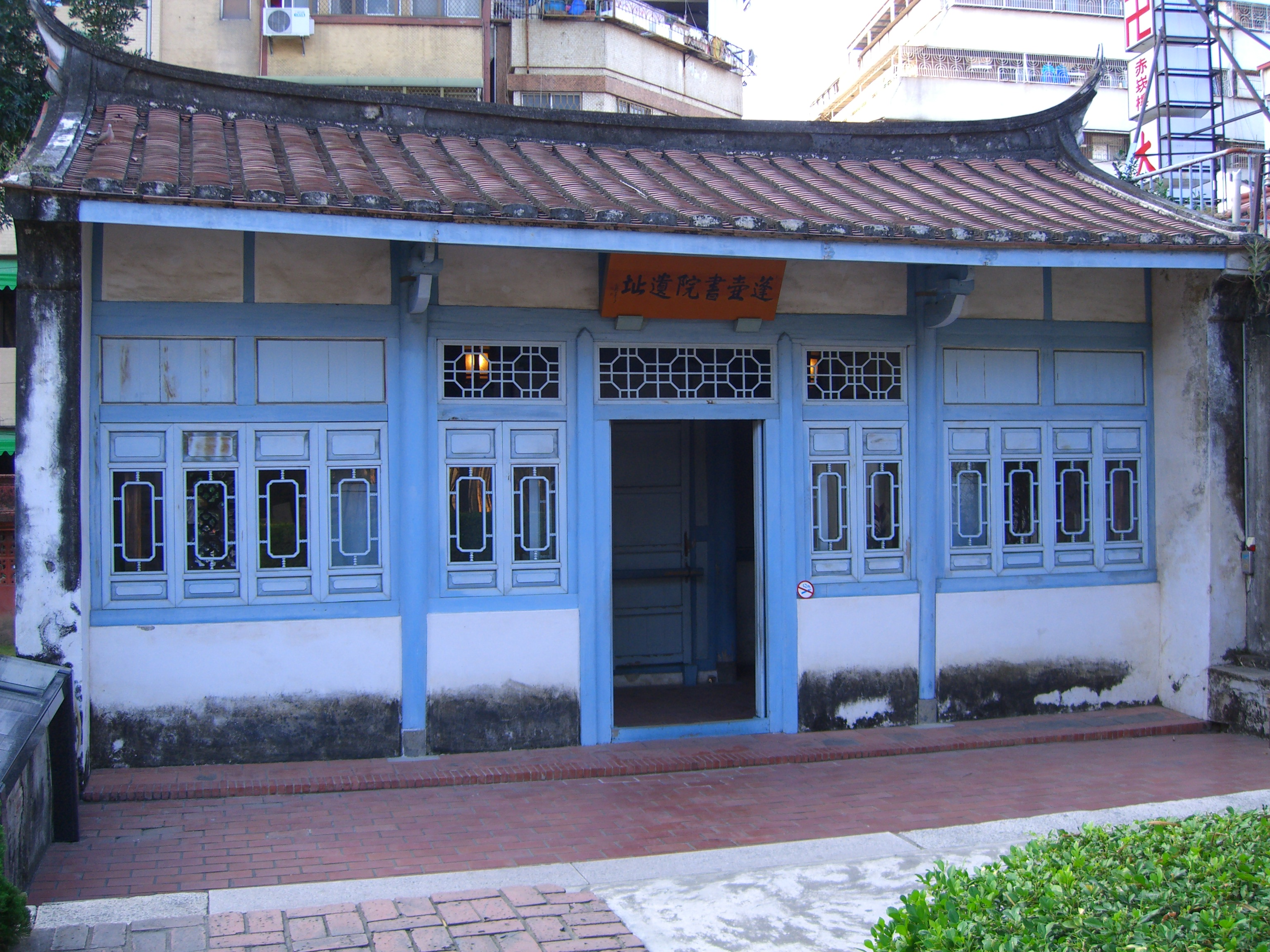
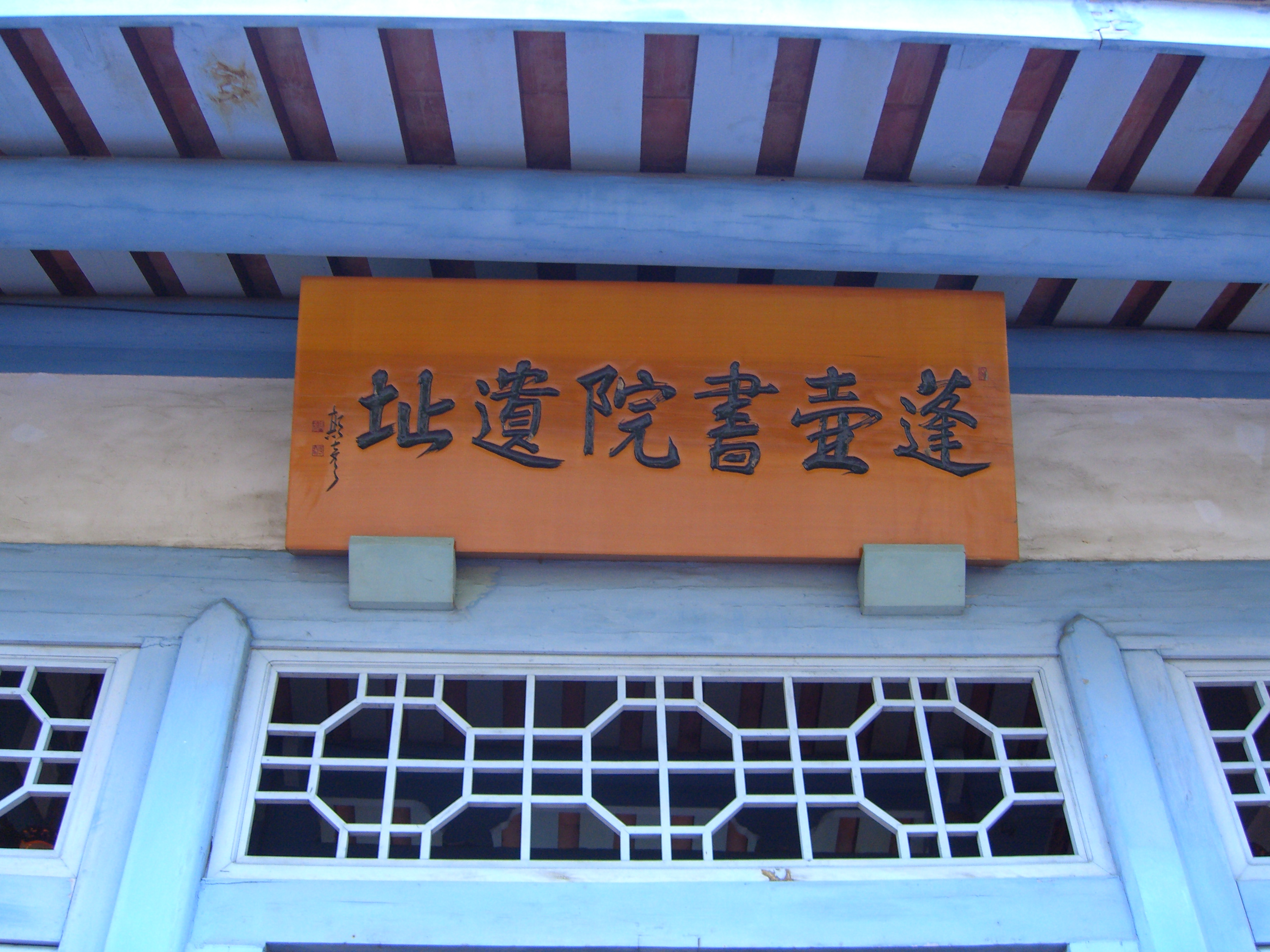
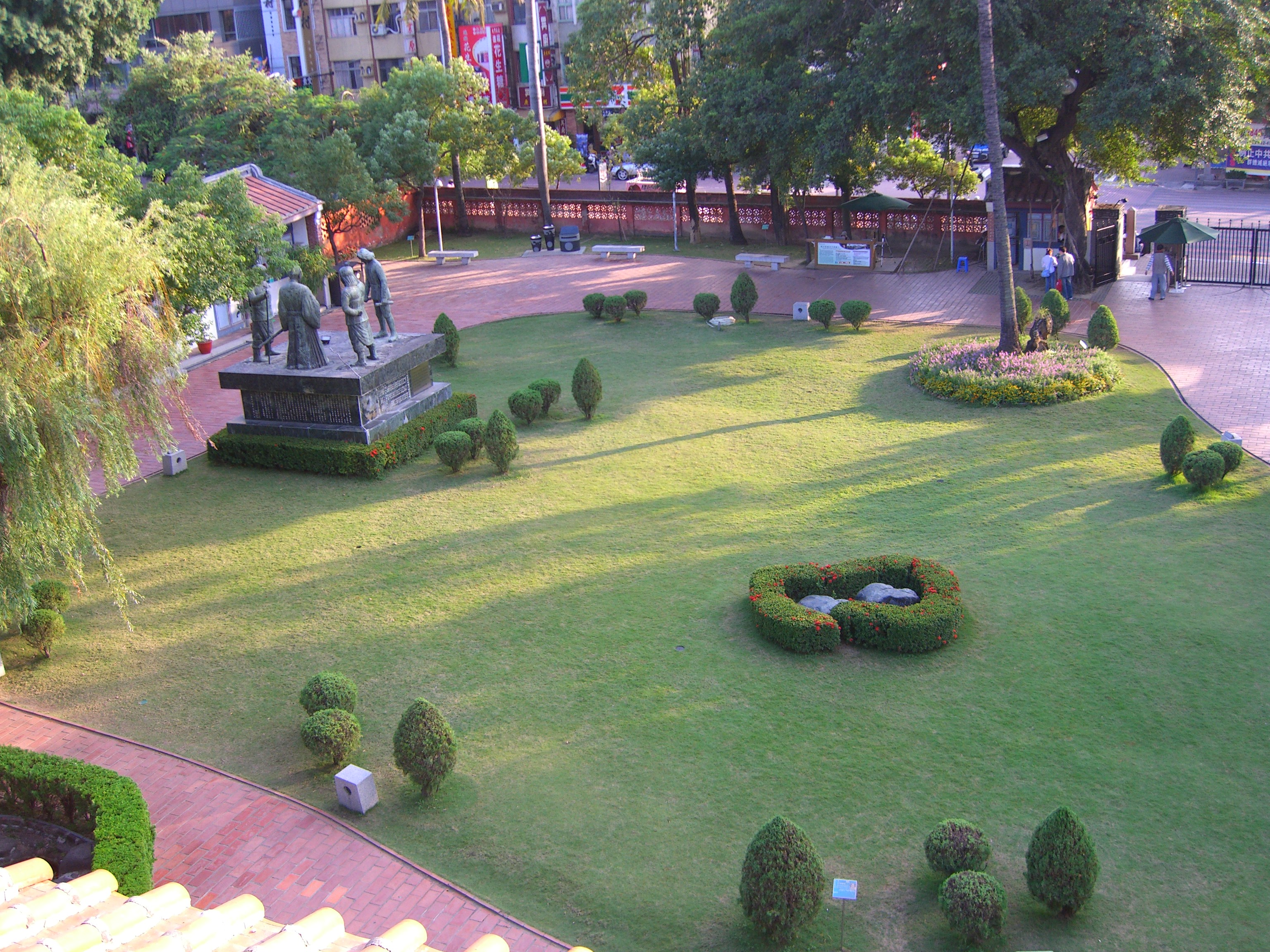
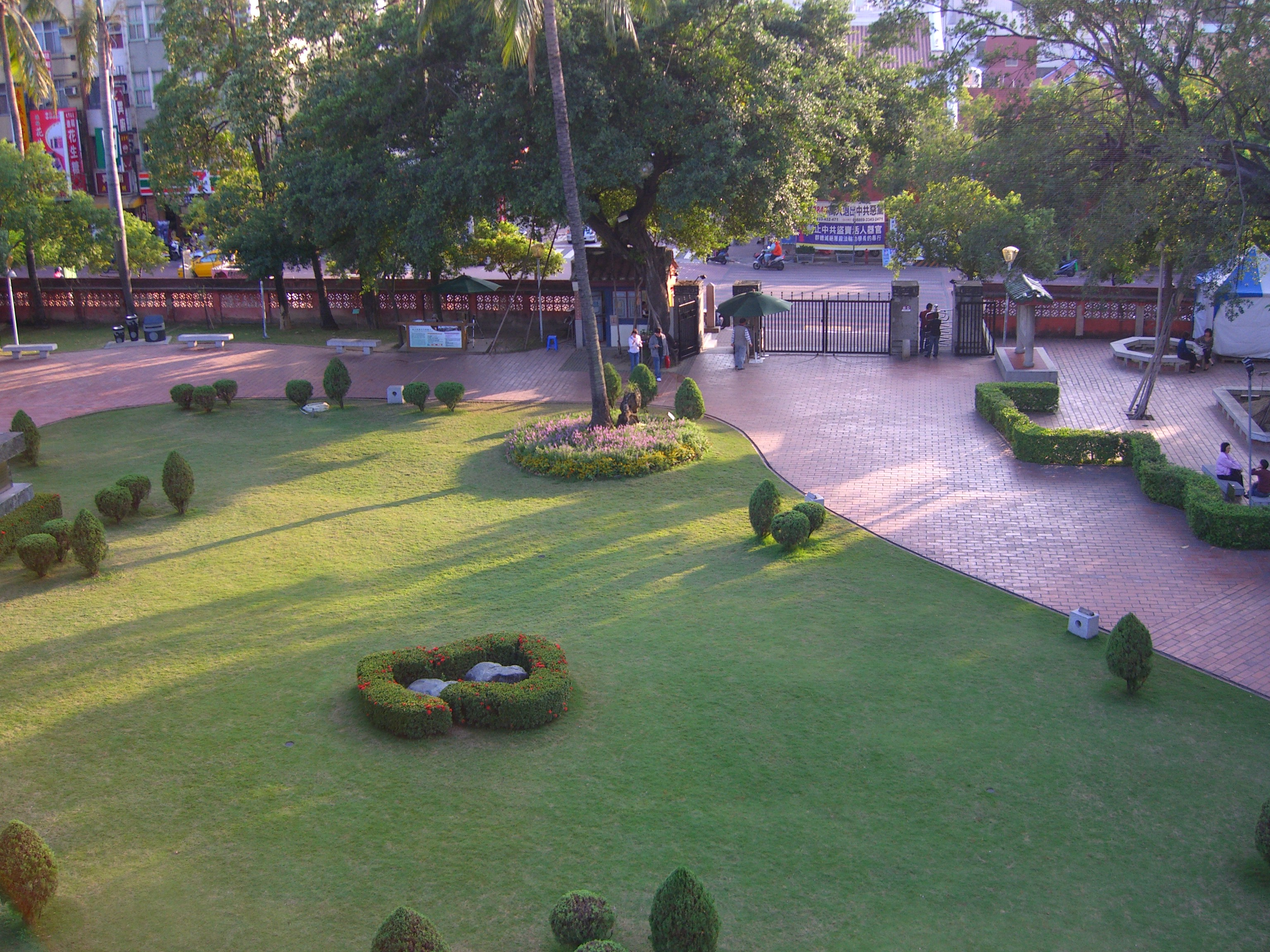
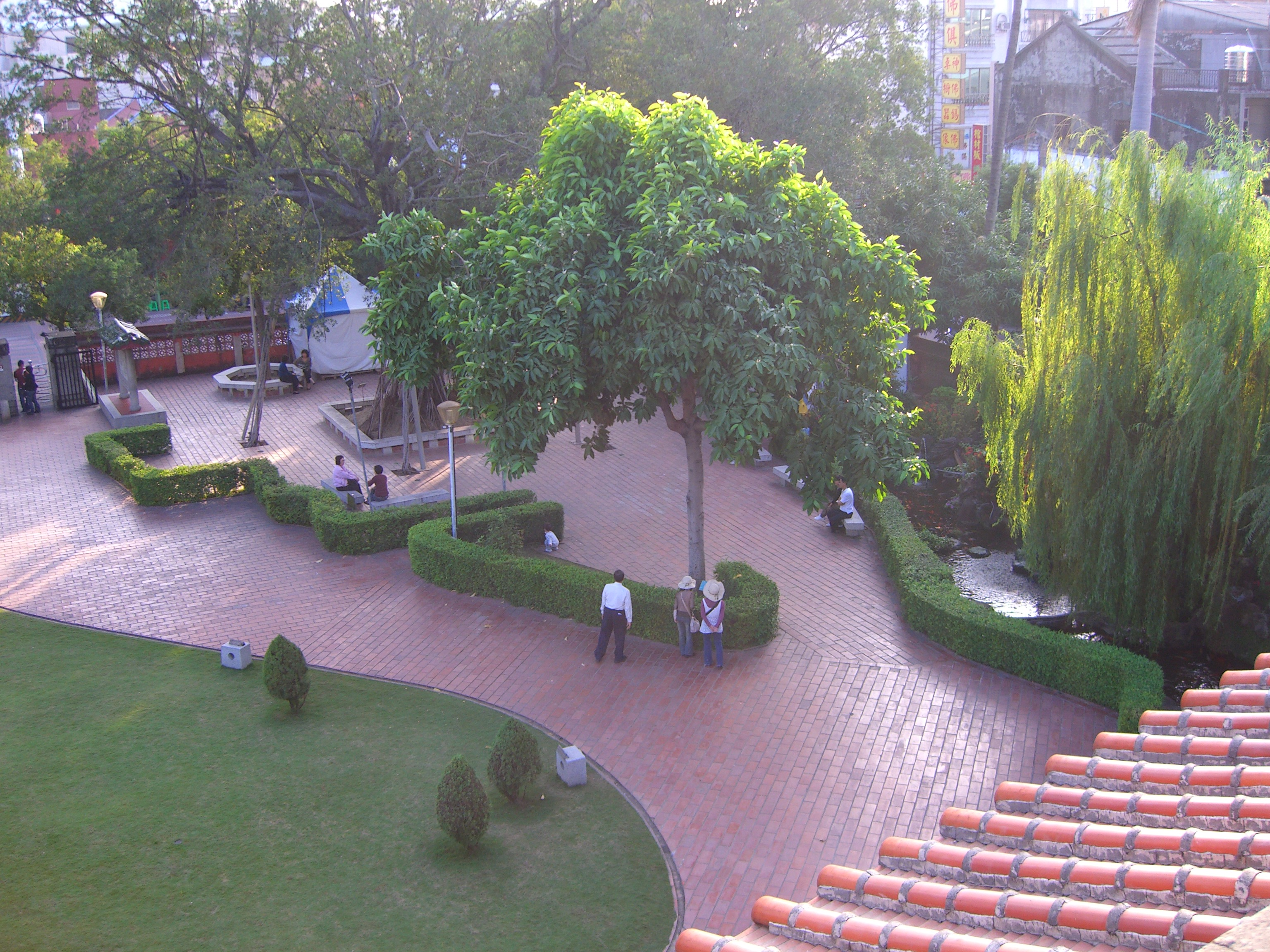

## Voci correlate

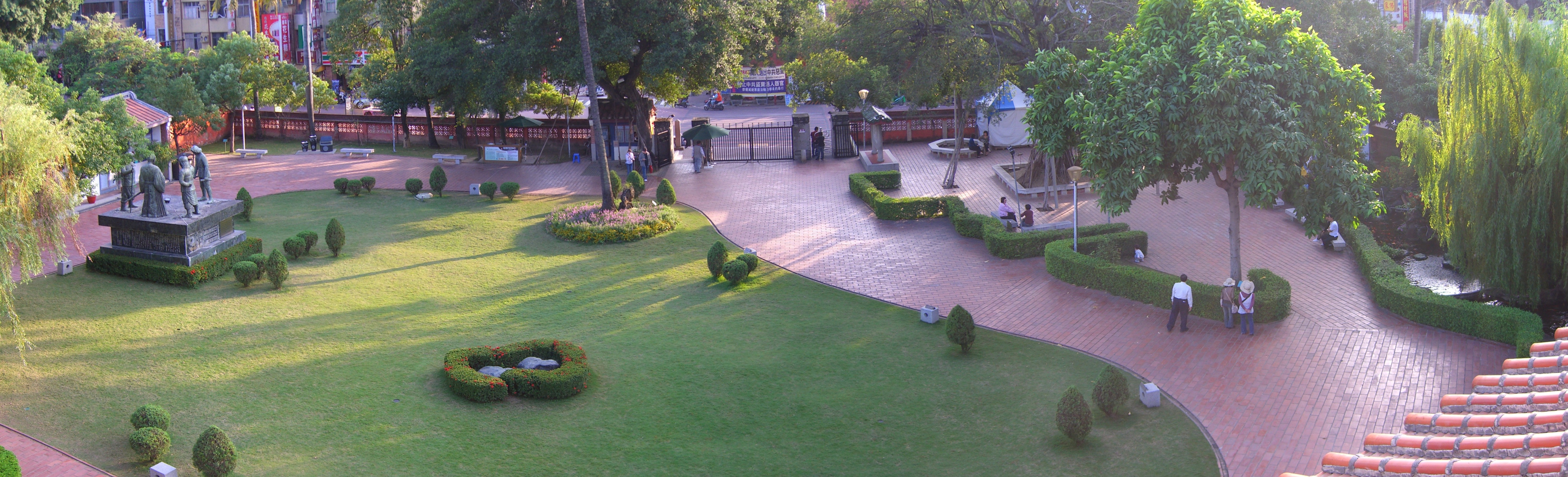
L'ingresso della Torre di Chihkan